# Inuktitut
Pour le magazine, voir Inuktitut (magazine).
L'inuktitut (en syllabaire inuktitut : ᐃᓄᒃᑎᑐᑦ, /i.nuk.ti.ˈtut/), aussi appelé l'inuktitut de l'Est canadien, est une des principales langues inuites du Canada. Elle est parlée dans toutes les zones au nord de la limite des arbres, y compris dans des zones de Terre-Neuve-et-Labrador, du Québec, des Territoires du Nord-Ouest et au Nunavut. C’est une des langues écrites à l’aide du syllabaire inuktitut.
Il s’agit d’un des quatre grands ensembles dialectaux des langues inuites, les trois autres ensembles étant l’inupiaq, parlé en Alaska, l’inuvialuktun, parlé dans le Nord-Ouest canadien, et le groenlandais, parlé au Groenland.
En 2016, Statistique Canada recense 39 770 locuteurs, ce qui fait de l’inuktitut la deuxième langue autochtone la plus parlée du Canada.
Dans le recensement de la population 2021, 37 565 personnes déclarent que l'inuktitut est leur langue maternelle.
L’inuktitut est une des quatre langues officielles du Nunavut, où il est la principale langue maternelle. C’est aussi une des onze langues officielles des Territoires du Nord-Ouest,.

## Phonologie

### Voyelles
L'inuktitut a trois voyelles de base : /a/, /i/ et /u/, qui peuvent être courtes ou longues. Le système phonologique comprend donc six phonèmes vocaliques.

## Écriture

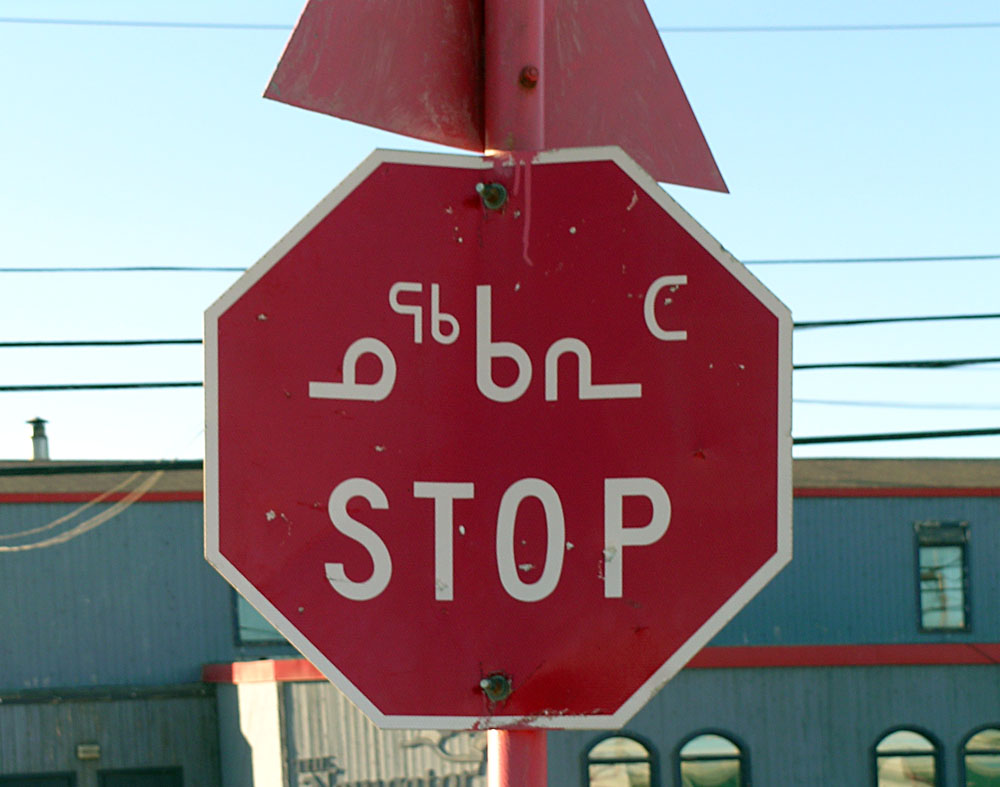
Signalisation routière bilingue en inuktitut et anglais/français à Iqaluit, capitale du Nunavut (juillet 2004). Le mot inuktitut est nuqqarit.

D’abord traditionnellement orale, cette langue a la particularité d’avoir été transcrite à partir du XIXe siècle dans un système de notation syllabique, contrairement aux autres langues traditionnellement orales qui sont généralement transcrites en caractères latins.
Des missionnaires venus d’Europe incitèrent les peuples de l’Arctique à adopter un système d’écriture afin de les initier au christianisme et à la Bible. Les Inuits de l’Arctique canadien utilisent soit l’alphabet latin (qaliujaaqpait) soit les caractères syllabiques (qaniujaaqpait). Le premier système d’écriture utilisé parmi les Inuits utilisait l’alphabet latin, au Groenland, au cours des années 1760.
Il s’agit d'une adaptation, dans les années 1880, de l’écriture mise au point pour le cri par le révérend Evans vers la fin des années 1830. Cette écriture n’est donc pas propre à l’inuktitut : elle note aussi d’autres langues amérindiennes, comme le naskapi, mais en revanche elle ne note pas tous les parlers eskimos ; en pratique, l’usage de ce syllabaire est limité à l’inuktitut. Le groenlandais, le dialecte le plus important avec près de 50 000 locuteurs et le plus solidement implanté, a adopté une orthographe normée en caractères latins.
Les Yupiks et les Inupiat de l’Alaska et les Yupik de la Sibérie employaient également les caractères latins. Par contre, les Netsilik de Pelly Bay et l’île de Baffin ont adopté l’écriture syllabique au cours des années 1920 quand ils sont devenus les derniers peuples nordiques à rencontrer les missionnaires.
Ce système de notation est également exceptionnel en ce qu’il présente des séries de correspondances terme à terme entre la configuration du signe graphique et la forme du signe phonétique (le signe graphique est systématiquement orienté dans une direction précise en fonction de la nature de la voyelle centrale de la syllabe). Pour être plus précis, le graphème pour une syllabe contenant u pivote de 90° à droite ou de 180° par rapport au graphème représentant la syllabe contenant i, et pour a le graphème est le symétrique du graphème u. La partie en haut à gauche du graphème, – pour les quelques graphèmes composés à consonne initiale q, ng –, reste toujours invariable.
Ce syllabaire fait maintenant partie intégrante de la société inuit, qui y voit une marque de son identité. Les Inuits le considèrent même comme un don de Dieu, par allusion au fait que c’est un missionnaire qui le leur a transmis.[réf. nécessaire]

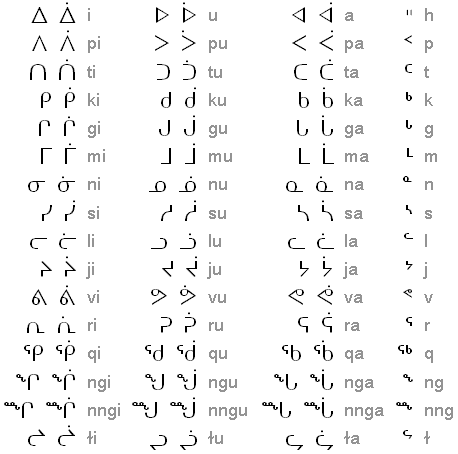
L’écriture inuktitut (version de 1976).
Un point sur un graphème permet de doubler la voyelle qui le compose.

## Dialectes

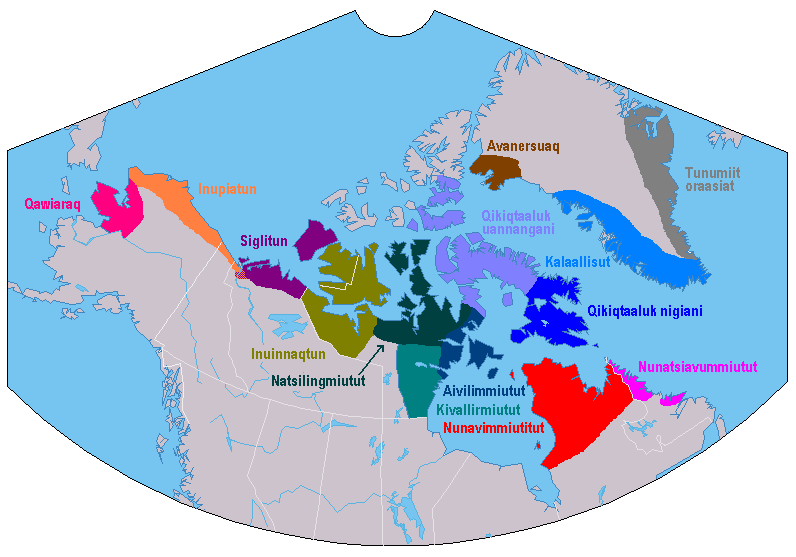
Carte des dialectes inuit.
Aivilingmiutut
Kivallirmiutut
Qikiqtaaluk uannangani
Qikiqtaaluk nigiani
Nunavimmiutitut
Nunatsiavummiutut
Avanersuaq

Au Canada, il y a six dialectes de l'inuktitut :
- Au Nunavut :
  - Kivallirmiutut (en) (ou kivalliq)
  - Aivilingmiutut (en) (ou aivilik)
  - Qikiqtaaluk uannangani (en) (ou iglulingmiut)
  - Qikiqtaaluk nigiani
- Au Nunavik (Québec) :
  - Nunavimmiutitut
- Au Nunatsiavut (Labrador) :
  - Inuttitut (ou nunatsiavummiutut)

Un dialecte est parlé au nord du Groenland :
- Inuktun

## Prénoms inuktituts
Les prénoms prennent souvent ancrage dans la nature qui les entoure, dans les forces surnaturelles qu’ils perçoivent, dans les qualités des personnes, ou bien dans d’autres événements de la vie, souvent liés à la naissance. Tout comme les prénoms des peuples nord-amérindiens dont l’étymologie est similaire.